# 353 (số)
353 (ba trăm năm mươi ba) là một số tự nhiên ngay sau 352 và ngay trước 354.